# 사랑하는 사람아 (드라마)
《사랑하는 사람아》는 2007년 1월 15일부터 2007년 3월 27일까지 방영된 SBS 월화드라마이다.

## 제작진
- 제작사 : 김종학프로덕션
- 기획 : 윤영묵, 이현석
- 프로듀서 : 조동석
- 제작 : 박창식
- 극본 : 최윤정
- 연출 : 정세호, 김홍선, 윤류해
- 조연출 : 안길호, 민연홍

## 등장 인물

### 주요인물
- 김동완 : 윤석주 역
  - 서영의 연인. 정민의 유혹에 넘어가 서영을 배신한다.
- 한다감 : 김서영 역
  - 석주의 연인. 석주의 딸까지 낳지만 그에게 배신당한다.
- 조동혁 : 이상민 역
  - 정민의 오빠. 석주에게 배신당한 서영을 지켜준다.

### 윤민자네
- 홍경민 : 윤태주 역
  - 오남매 중 첫째.
- 장정훈 : 윤찬주 역
  - 오남매 중 넷째.
- 서혜진 : 윤진주 역
  - 오남매 중 막내.
- 윤여정 : 윤민자 역
  - 오남매의 고모.
- 윤혜경 : 여춘자 역
  - 태주의 연인.

### 이성철네
- 박근형 : 이성철 역
  - 상민과 정민의 부친.
- 박정수 : 조영숙 역
  - 상민과 정민의 모친.
- 황정음 : 이정민 역
  - 상민의 여동생.

### 박강배네
- 임채무 : 박강배 역
  - 창훈의 부친.
- 차진혁 : 박창훈 역
  - 강배의 아들.
- 박은혜 : 윤현주 역
  - 창훈의 연인.

### 그 외 인물
- 박원숙
- 윤미경
- 강수한
- 김선영
- 이광일
- 이다인
- 오협

## 결방
- 2007년 1월 29일 : 특집 <노무현 대통령 신년연설> 편성으로 결방.
- 2007년 2월 19일 : 9시 35분부터 설 특선영화 투사부일체 편성으로 결방.

## 참고 사항
- 당초 SBS 프로덕션과 김종학프로덕션이 외주제작할 예정이었지만[1] SBS 프로덕션이 외주제작에서 손을 떼자 김종학프로덕션 단독제작으로 변경됐다.
- 박은혜는 해당 드라마 때문에 MBC 일일극 <나쁜여자 착한여자> 송지우 역[2] 제의를 거절했다.
- 윤석주 역의 김동완이 자신의 아이까지 낳은 한은정(극중 김서영)을 배신하고 재벌딸과 결혼한다는 신파적인 불륜적 내용 등으로[3] 비난을 받았다.
- 당초 24부작으로 기획되었으나 MBC <주몽>과 그 후속작이었던 미니시리즈 <히트>로 인한 시청률 부진으로 인해 18부작으로 조기종영할 예정이었다. 그러나, <노무현 대통령 신년연설>과 설 특집방송 때문에 2번 결방되자 2편 늘린 20회로 조기종영.[4]
- 집필자 최윤정 작가는 해당 작품의 조기종영 후 한동안 집필활동을 접었다가 2010년 같은 채널 <세 자매>로[5] 집필활동을 재개했다.